# Suite Hébraïque
Suite Hébraïque és una obra de 3 moviments composta el 1951 per a viola i piano per Ernest Bloch, que posteriorment va arranjar per a viola i petita orquestra. La peça s'inspira en la música jueva i simula el so d'un xofar. Suite Hébraïque és d'estil semblant a una altra de les composicions de Bloch, Baal Shem per a violí i orquestra (1939).

## Origen i context
Bloch havia compost sis peces, conegudes com el cicle jueu, entre 1911 i 1916, i l'última d'aquestes va ser Schelomo: Rhapsodie Hébraïque per a violoncel i orquestra. Quan va emigrar als Estats Units el 1916 i es va establir a la ciutat de Nova York, Bloch va renovar els seus estudis de música jueva.
El 1950, la Federació de Chicago de la Unió de Congregacions Hebrees Americanes va organitzar una celebració d'una setmana de la música de Bloch per commemorar el 70è aniversari del compositor. El violista Milton Preves, que havia interpretat la Suite per a viola i orquestra de Bloch (1919) a la celebració, va demanar al compositor que escrivís peces per a viola similars a Baal Shem. Bloch va començar a treballar a Five Jewish Pieces per mostrar el seu agraïment després de l'esdeveniment de Chicago, i va revisar les peces en dues obres separades: Suite Hébraïque i Meditation and Processional. Suite Hébraïque més tard es va dedicar al Covenant Club d'Illinois, possiblement per patrocinar l'estrena mundial de les cinc peces i per promoure'n la primera gravació el 1952. Meditation and Processional es va dedicar a Preves.

## Moviments
- Rapsodie
- Processional
- Afifrmation